# Tachydromia glabrata
Tachydromia glabrata är en tvåvingeart som först beskrevs av Johann Wilhelm Meigen 1838.  Tachydromia glabrata ingår i släktet Tachydromia och familjen puckeldansflugor.
Artens utbredningsområde är Tyskland. Inga underarter finns listade i Catalogue of Life.